# Francisc Munteanu
Francisc Munteanu est un réalisateur et scénariste roumain né le 9 avril 1924 à Vețel (Roumanie).

## Filmographie

### comme réalisateur
- 1960 : Soldati fara uniforma
- 1961 : Drum nou
- 1962 : Cerul n-are gratii
- 1963 : La vîrsta dragostei
- 1964 : La patru pasi de infinit
- 1965 : Dincolo de bariera
- 1967 : Tunelul
- 1967 : Cerul începe la etajul III
- 1970 : Chants de la mer (ro)
- 1972 : Sfînta Tereza si diavolii
- 1973 : Pistruiatul (série TV)
- 1976 : Roscovanul
- 1978 : Melodii, melodii...
- 1980 : Detasamentul 'Concordia'
- 1984 : Zbor periculos
- 1984 : Un Petic de cer
- 1985 : Vara sentimentala
- 1987 : Duminica în familie

### comme scénariste
- 1959 : Valurile Dunarii
- 1964 : Camera alba
- 1965 : Dincolo de bariera
- 1967 : Tunelul
- 1970 : Cîntecele marii
- 1972 : Dragostea începe vineri
- 1973 : Pistruiatul (série TV)
- 1975 : Evadarea
- 1976 : Zile fierbinti
- 1980 : Detasamentul 'Concordia'
- 1981 : Pruncul, petrolul si Ardelenii
- 1981 : Ana si hotul
- 1982 : Buletin de Bucuresti
- 1984 : Un Petic de cer
- 1985 : Casatorie cu repetitie
- 1990 : Coroana de foc